# Бонетто, Феличе
Фели́че Боне́тто (итал. Felice Bonetto), прозвище «Пират» (итал. Il Pirata, 9 июня 1903, Брешиа — 21 ноября 1953, Силао) — итальянский автогонщик, пилот Формулы-1 (1950—1953), победитель Targa Florio 1952 года.

## Карьера
Феличе Бонетто был одним из сильнейших гонщиков Италии в первой половине XX века. Ещё в конце 1930-х годов он был известен благодаря выступлениям на собственной Alfa Romeo в Mille Miglia. В конце 1940-х в этой же гонке Феличе занял 2-е место вначале в команде Cisitalia, затем в Ferrari. Также Бонетто занял на Ferrari два 2-х места на Гран-при в Монце и в Неаполе (1949).
В 1950 Феличе Бонетто принял участие в нескольких Гран-при Формулы-1 (команда Maserati Milano). В Швейцарии он стал пятым и завоевал первые очки в Формуле-1, а внезачётное Гран-при Порто выиграл. Также Феличе лидировал на Alfa Romeo в Mille Miglia. Эти успехи обеспечили итальянцу место третьего пилота в заводской команде Alfa Romeo. В сезоне 1951 года он стал в общем зачёте восьмым, а на Гран-при Италии завоевал первый подиум в Формуле-1, разделив с Джузеппе Фариной третье место.
Перед стартом сезона 1952 Аlfa Romeo покинула Формулу-1. Феличе Бонетто перешёл в Maserati, а также принял предложение Lancia сесть за руль спорткаров этой марки. На Lancia Aurelia Бонетто стал победителем Targa Florio.
В 1953 Феличе провёл свой единственный полный сезон Формулы-1 за Maserati. В общем зачёте он занял 9-е место, завоевал 3-е место на Гран-при Нидерландов (вместе с Хосе-Фройланом Гонзалесом). Также Бонетто продолжил выступать на спортивных автомобилях Lancia. Он выиграл Гран-при Португалии, занял 3-е место в Mille Miglia. После этого Феличе Бонетто участвовал в Carrera Panamericana. Он шёл на втором месте (лидер — Пьеро Таруффи), но в Силао (Мексика) Бонетто занесло на скользкой дороге, он врезался в фонарный столб, и эта авария стала для Феличе смертельной.

## Полная таблица результатов в Формуле-1
| Легенда к таблице |                                                                    |
| --- | ------------------------------------------------------------------ |
| В таблице перечислены результаты всех Гран-при Формулы-1, в которых принимал участие гонщик. Строками таблицы являются сезоны, столбцами — этапы чемпионата мира. В каждой клетке указаны сокращённое название этапа и результат, дополнительно обозначенный цветом. Расшифровка обозначений и цветов представлена в нижеследующей таблице. |                                                                    |
| \| Пример \| Описание \| \| ------------ \| ------------------------------------------------------------------ \| \| 1 \| Победитель \| \| 2 \| Второе место \| \| 3 \| Третье место \| \| 5 \| Финишировал, заработав очки \| \| Сход \| Не финишировал, но при этом заработал очки \| \| 12 \| Финишировал, не получив очков \| \| НКЛ \| Финишировал, но не попал в финальную классификацию \| \| 15 \| Участвовал вне зачёта, либо по отдельной классификации \| \| 18 \| Не финишировал, но попал в финальную классификацию \| \| Сход \| Не финишировал \| \| НКВ \| Не прошёл квалификацию \| \| НПКВ \| Не прошёл предквалификацию \| \| ДСК \| Дисквалифицирован \| \| ИСК \| Исключён из протокола соревнований \| \| ТТ \| Заявлен для участия только в тренировках \| \| НС \| Участвовал в квалификации, но не стартовал в гонке \| \| Т \| Травмирован или болен \| \| ОТК \| Отказ от участия \| \| НТР \| Прибыл на соревнования, но на трассу не выезжал \| \| НПР \| Был заявлен в числе участников, но не прибыл к началу соревнований \| \| О \| Соревнования отменены \| \| \| Не участвовал \| \| Поул-позиция \| \| \| Быстрый круг \| \| |                                                                    |
| Пример | Описание                                                           |
| 1 | Победитель                                                         |
| 2 | Второе место                                                       |
| 3 | Третье место                                                       |
| 5 | Финишировал, заработав очки                                        |
| Сход | Не финишировал, но при этом заработал очки                         |
| 12 | Финишировал, не получив очков                                      |
| НКЛ | Финишировал, но не попал в финальную классификацию                 |
| 15 | Участвовал вне зачёта, либо по отдельной классификации             |
| 18 | Не финишировал, но попал в финальную классификацию                 |
| Сход | Не финишировал                                                     |
| НКВ | Не прошёл квалификацию                                             |
| НПКВ | Не прошёл предквалификацию                                         |
| ДСК | Дисквалифицирован                                                  |
| ИСК | Исключён из протокола соревнований                                 |
| ТТ | Заявлен для участия только в тренировках                           |
| НС | Участвовал в квалификации, но не стартовал в гонке                 |
| Т | Травмирован или болен                                              |
| ОТК | Отказ от участия                                                   |
| НТР | Прибыл на соревнования, но на трассу не выезжал                    |
| НПР | Был заявлен в числе участников, но не прибыл к началу соревнований |
| О | Соревнования отменены                                              |
| | Не участвовал                                                      |
| Поул-позиция |                                                                    |
| Быстрый круг |                                                                    |

| Сезон | Команда                   | Шасси                   | Двигатель                    | Ш | 1        | 2   | 3        | 4     | 5        | 6        | 7       | 8     | 9        | Место | Очки |
| ----- | ------------------------- | ----------------------- | ---------------------------- | - | -------- | --- | -------- | ----- | -------- | -------- | ------- | ----- | -------- | ----- | ---- |
| 1950  | Scuderia Milano           | Maserati Milano 4CLT/50 | Maserati Milano 4CLT 1,5 L4S | P | ВЕЛ НПР  | МОН | 500      | ШВА 5 | БЕЛ      | ФРА Сход |         |       |          | 19    | 2    |
| 1950  | Scuderia Milano           | Milano 1                | Milano Speluzzi 1,5 L4S      | P |          |     |          |       |          |          | ИТА ОТК |       |          | 19    | 2    |
| 1951  | SA Alfa Romeo             | Alfa Romeo 159A         | Alfa Romeo 158 1,5 L8S       | P | ШВА      | 500 | БЕЛ      | ФРА   | ВЕЛ 4    | ГЕР Сход | ИТА 3   |       |          | 8     | 7    |
| 1951  | SA Alfa Romeo             | Alfa Romeo 159M         | Alfa Romeo 158 1,5 L8S       | P |          |     |          |       |          |          |         | ИСП 5 |          | 8     | 7    |
| 1952  | Officine Alfieri Maserati | Maserati A6GCM          | Maserati A6 2,0 L6           | P | ШВА      | 500 | БЕЛ      | ФРА   | ВЕЛ      | ГЕР ДСК  | НИД     | ИТА 5 |          | 16    | 2    |
| 1953  | Officine Alfieri Maserati | Maserati A6GCM          | Maserati A6 2,0 L6           | P | АРГ Сход | 500 | НИД 3    | БЕЛ   | ФРА Сход | ВЕЛ 6    | ГЕР 4   | ШВА 4 | ИТА Сход | 9     | 61⁄2 |
| 1953  | Officine Alfieri Maserati | Maserati A6GCM          | Maserati A6 2,0 L6           | P |          |     | ШВА Сход |       |          |          |         |       |          | 9     | 61⁄2 |

### Комментарии
1. ↑  До 1990 года в зачёт чемпионата мира в гонках Формулы-1 шли не все очки, заработанные гонщиком, а лишь несколько лучших результатов (см. Система начисления очков в Формуле-1). Число вне скобок означает очки, зачтённые в чемпионате, число в скобках обозначает общее количество очков, заработанных гонщиком в сезоне.
2. ↑  После 29 круга отдал автомобиль Фарине, разделил с ним очки за третье место.
3. ↑  После 25 круга отдал  автомобиль Гонзалесу, разделил с ним очки за третье место.
4. 1 2  После 12 круга обменялся автомобилями с Фанхио. Финишировал четвёртым, разделив с ним очки, Фанхио сошёл.